# Festival Montafoner Resonanzen
Montafoner Resonanzen es un festival de música de diferentes estilos en lugares poco habituales en las montañas de Montafon en la región de Vorarlberg, Austria.

## Historia y concepto
Los Montafoner Sommerkonzerte (Conciertos de Verano de Montafon) se iniciaron en 1977. El Prof. Bernd-H. Becher, como fundador de esta serie de eventos, también la ha acompañado durante más de 20 años como su director artístico. De 2004 a 2014, Nikolaus Netzer se ocupó de la dirección artística, desde 2015 Markus Felbermayer ha estado actuando como director de organización y Turismo Montafon como organizador del festival. En 2017, se cambió el nombre en Montafoner Resonanzen (Resonancias Montafon). El festival ha crecido constantemente y se ha llenado de artistas de nivel internacional.

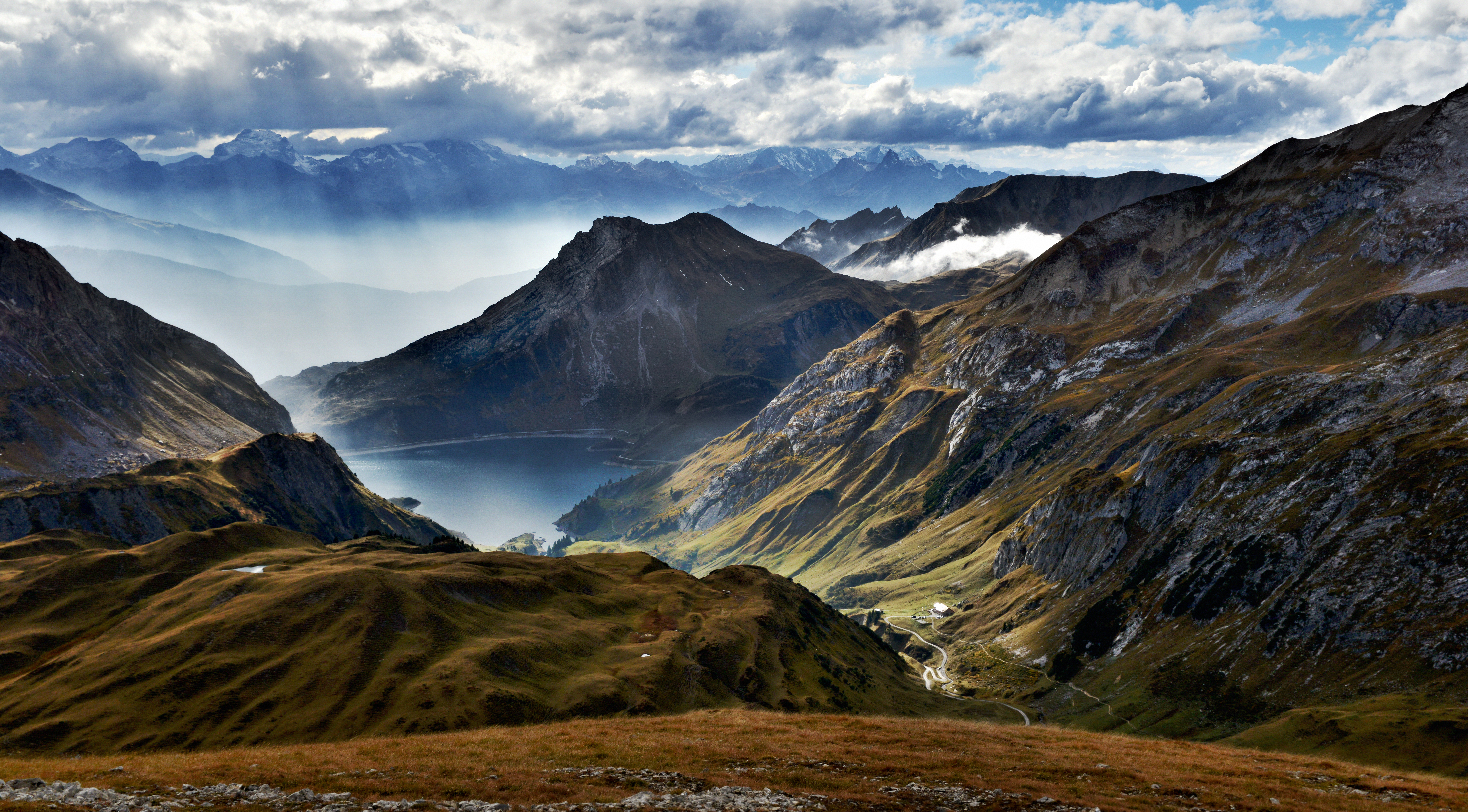
Montafón

## Estilos

### Vientos
En 2020, el festival comienza con el género de vientos. Los invitados son Austrian Brass Consort y el Trío de Clarinetes Schmuck.

### Música de cámara
En diferentes formaciones, los artistas presentan un programa variado y muestran la música de cámara en toda su diversidad. Invitados de 2020: Schwarzenberg Trio, Kreisler Trio Wien y Cuarteto Minguet con Victor Villena y su bandoneón.

Músicos "brass"

### Jazz
En el género del Jazz se ofrecen conciertos de artistas como Trio Nautico o Cuarteto Kirchmair. Desde 2012, la renombrada Escuela de Jazz de Berlín ha trasladado sus clases de verano al Montafon. El programa incluye actividades al aire libre, aprendizaje intensivo, sesiones de improvisación y prueba de nuevos estilos. Cuatro de los profesores actuarán bajo el nombre de Jazz Refugees.

### Música folclórica
Variados grupos nacionales presentarán música folclórica en los altos de las montañas, las plazas de diferentes pueblos y las tabernas tradicionales.

### Cross-Over
Bajo el lema de Cross-Over, todas las categorías de género desaparecen: Sucede que el barroco se cruza con el pop y la música folclórica con el jazz. Artistas invitados en 2020: Kletzmer Connection Trio, Apero Cooltett, Teatro Caprile y Ensemble Flutar.

Concierto de apertura 2020

### Órgano
En un espacio muy reducido, Montafon tiene 16 órganos de cuatro siglos, en los que se interpreta la música de órgano desde el Barroco hasta el presente y se presenta de una manera nueva.